# Buturlinovka

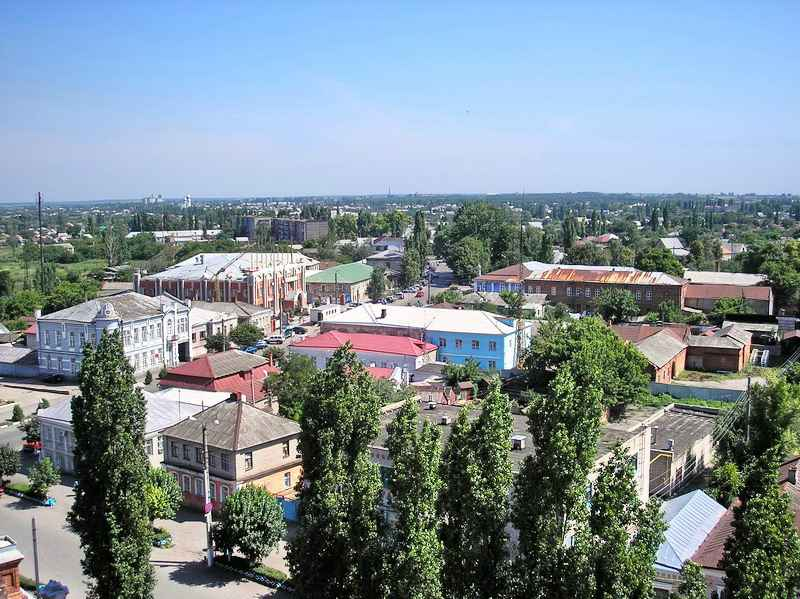
Vy över Buturlinovka.

Buturlinovka (ryska Бутурлиновка, tidigare Petrovskoje) är en stad i Voronezj oblast i Ryssland, vid floden Osered, en biflod till Don. Folkmängden uppgick till 25 230 invånare i början av 2015.
Staden är uppkallad efter Vasilij Vasiljevitj Buturlin, på vars egendomar den växte fram. Staden var tidigare känd för sin läderindustri, kvarnar och mejerier samt handel med spannmål.